# Polen op de Olympische Zomerspelen 1928
Polen nam deel aan de Olympische Zomerspelen 1928 in Amsterdam, Nederland. De atlete Halina Konopacka ging de geschiedenisboeken in als de eerste Poolse sporter die goud wint.

## Medailleoverzicht
| Sport        | Olympiër                                                                                            | Onderdeel           | Medaille |
| ------------ | --------------------------------------------------------------------------------------------------- | ------------------- | -------- |
| Atletiek     | Halina Konopacka                                                                                    | speerwerpen (v)     | Goud     |
| Paardensport | Kazimierz Gzowski Kazimierz Szosland Michał Antoniewicz                                             | springconcours team | Zilver   |
| Paardensport | Józef Trenkwald Michał Antoniewicz Karol Rómmel                                                     | eventing team       | Brons    |
| Roeien       | Franciszek Bronikowski Edmund Jankowski Leszek Birkholz Bernard Ormanowski Boleslaw Drewek          | vier-met (m)        | Brons    |
| Schermen     | Adam Papée Tadeusz Friedrich Kazimierz Laskowski Władysław Segda Aleksander Małecki Jerzy Zabielski | sabel team (m)      | Brons    |

## Deelnemers en resultaten

### Atletiek
| Olympiër                                                          | Onderdeel        | Resultaat   | Prestatie |
| ----------------------------------------------------------------- | ---------------- | ----------- | --- |
| Klemens Biniakowski                                               | 400m (m)         | series      | serie 11: 3de in 50,8 |
| Stefan Kostrzewski                                                | 400m (m)         | series      | serie 3: 4de in 52,2 |
| Zygmunt Weiss                                                     | 400m (m)         | series      | serie 1: 3de in 50,8 |
| Feliks Zuber                                                      | 400m (m)         | series      | serie 4: 4de in 52,6 |
| Feliks Malanowski                                                 | 800m (m)         | series      | serie 7: 5de in 1.59,8 |
| Czesław Foryś                                                     | 1500m (m)        | series      | serie 6: 6de in 4.11,5 |
| Józef Jaworski                                                    | 1500m (m)        | series      | serie 1: 7de in 4.14,0 |
| Wojciech Trojanowski                                              | 110m horden (m)  | series      | serie 8: 6de in 16,0 |
| Stefan Kostrzewski                                                | 400m horden (m)  | hale finale | serie 5: 2de in 56,0 halve finale 1: 5de in 58,0 |
| Klemens Biniakowski Stefan Kostrzewski Zygmunt Weiss Feliks Zuber | 4x400m (m)       | series      | serie 1: 4de in 3.24,3 |
| Zdzisław Nowak                                                    | verspringen (m)  | 33e         | kwalificatie groep B: 7de met 6,57m |
| Józef Baran-Bilewski                                              | kogelstoten (m)  | DNS         | kwalificatie groep B: niet gestart |
| Józef Baran-Bilewski                                              | discuswerpen (m) | 18e         | kwalificatie groep D: 4de met 41,77m |
| Antoni Cejzik                                                     | tienkamp (m)     | 18e         | 100m: 31ste in 12,2 verspringen: 32ste met 5,92m kogelstoten: 11de met 12,11m hoogspringen: 13de met 1,70m 400m: 12de in 53,0 110m horden: 25ste in 18,4 discuswerpen: 3de met 39,43m polsstokhoogspringen: 27ste met 2,90m speerwerpen: 20ste met 43,96m 1500m: 16de in 15.11,4 totaal: 6356,28 punten |
|                                                                   |                  |             | |
| Anna Breuer                                                       | 100m (v)         | DNS         | serie 2: niet gestart |
| Gertruda Kilosówna                                                | 800m (v)         | 8e          | serie 2: 3de in 2.28,0 finale: 8ste in 2.28,0 |
| Otylia Tabacka                                                    | 800m (v)         | series      | serie 3: 7de in 2.33,0 |
| Genowefa Kobielska                                                | discuswerpen (v) | 8e          | kwalificatie groep B: 3de met 32,72m |
| Halina Konopacka                                                  | discuswerpen (v) | Goud        | kwalificatie groep A: 1ste met 39,17m finale: 1ste met 39,62m (WR) |

### Boksen
| Olympiër           | Onderdeel   | Resultaat | Prestatie                                                                                   |
| ------------------ | ----------- | --------- | ------------------------------------------------------------------------------------------- |
| Stefan Glon        | -53,5kg (m) | 17e       | 1ste ronde: V van CHI Sánchez: punten                                                       |
| Jan Górny          | -57,2kg (m) | 5e        | 1ste ronde: vrij 2de ronde: W van CAN Volkert: punten kwartfinale: V van BEL Biquet: punten |
| Witold Majchrzycki | -62,2kg (m) | 9e        | 1ste ronde: W van HUN Szobolevszky: punten 2de ronde: V van USA Halaiko: punten             |
| Jerzy Snoppek      | -72,6kg (m) | 9e        | 1ste ronde: vrij 2de ronde: V van GBR Mallin: punten                                        |

### Moderne vijfkamp
| Olympiër             | Onderdeel       | Resultaat | Prestatie |
| -------------------- | --------------- | --------- | --- |
| Franciszek Koprowski | individueel (m) | 34e       | schietsport: 28ste met 146 punten zwemmen: 34ste in 7.04,6 schermen: 30ste atletiek: 23ste in 16.07,0 paardensport:' 27ste in 10.52,0 totaal: 77 punten |
| Zenon Małłysko       | individueel (m) | 12e       | schietsport: 18de met 169 punten zwemmen: 19de in 6.04,0 schermen: 9de atletiek: 18de in 15.32,0 paardensport:' 13de in 9.42,0 totaal: 142 punten       |
| Stefan Szelestowski  | individueel (m) | 26e       | schietsport: 26ste met 155 punten zwemmen: 12de in 5.39,6 schermen: 35ste atletiek: 1ste in 14.14,2 paardensport:' 36ste in 10.16,6 totaal: 110 punten  |

### Paardensport
| Olympiër                                                | Onderdeel           | Resultaat | Prestatie |
| Eventing                                                | Eventing            | Eventing  | Eventing |
| ------------------------------------------------------- | ------------------- | --------- | --- |
| Michał Antoniewicz                                      | individueel         | 19e       | dressuur: 39ste met 144,5 punten cross-country: 3de met 1438 punten springconcours: 16de met 240 punten totaal: 1822,5 punten      |
| Józef Trenkwald                                         | individueel         | 25e       | dressuur: 25ste met 184,7 punten cross-country: 29ste met 1250,5 punten springconcours: 20ste met 210 punten totaal: 1645,2 punten |
| Karol von Rómmel                                        | individueel         | 26e       | dressuur: 45ste met 90,22 punten cross-country: 30ste met 1240 punten springconcours: 12de met 270 punten totaal: 1600,22 punten   |
| Józef Trenkwald Michał Antoniewicz Karol Rómmel         | eventing team       | Brons     | dressuur: 12de met 419,42 punten cross-country: 5de met 3928,50 punten springconcours: 2de met 720 punten totaal: 5067,92 punten   |
| Springconcours                                          |                     |           | |
| Michał Antoniewicz                                      | individueel         | 20e       | 6 strafpunten |
| Kazimierz Gzowski                                       | individueel         | 4e        | 0 strafpunten jump-off: 2 strafpunten                                                                                              |
| Kazimierz Szosland                                      | individueel         | 12e       | 2 strafpunten |
| Kazimierz Gzowski Kazimierz Szosland Michał Antoniewicz | springconcours team | Zilver    | 8 strafpunten |

### Roeien
| Olympiër | Onderdeel    | Resultaat | Prestatie |
| --- | ------------ | --------- | --- |
| Franciszek Bronikowski Edmund Jankowski Leszek Birkholz Bernard Ormanowski Boleslaw Drewek                                                                           | vier-met (m) | Brons     | serie 3: W van Japan: 7.31,6 2de ronde: W van Frankrijk: 7.47,6 kwartfinale: W van België: 7.29,0 halve finale: V van Zwitserland: 7.12,8           |
| Otto Gordziałkowski Stanisław Urban Andrzej Sołtan-Pereświat Marian Wodziański Janusz Ślązak Wacław Michalski Józef Łaszewski Henryk Niezabitowski Jerzy Skolimowski | acht (m)     | 4e        | serie 2: W van Nederland: 6.37,0 2de ronde: V van Groot-Brittannië: 6.43,2 herkansingen: W van Argentinië: 6.24,6 kwartfinale: V van Canada: 6.42,2 |

### Schermen
| Olympiër                                                                                            | Onderdeel      | Resultaat | Prestatie |
| --------------------------------------------------------------------------------------------------- | -------------- | --------- | --- |
| Władysław Segda                                                                                     | floret (m)     | 40e       | 1ste ronde groep 6: 5de V van HUN Rozgonyi: 1-5 V van SWE Uggla: 3-5 V van ESP García: 2-5 V van AUT Lion: 2-6 W van YUG Freund: 5-1                                                                                   |
| Adam Papée Tadeusz Friedrich Kazimierz Laskowski Władysław Segda Aleksander Małecki Jerzy Zabielski | sabel team (m) | Brons     | 1ste ronde groep 2: 1ste W van Groot-Brittannië: 11-5 W van Verenigde Staten: 9-7 halve finale 1: 2de V van Italië: 0-16 W van Nederland: 9-4 W van België: 9-7 finale: 3de V van Hongarije: 2-14 W van Duitsland: 9-7 |

### Wielersport
| Olympiër                                               | Onderdeel                | Resultaat | Prestatie                                                                                     |
| Baan                                                   | Baan                     | Baan      | Baan                                                                                          |
| ------------------------------------------------------ | ------------------------ | --------- | --------------------------------------------------------------------------------------------- |
| Jerzy Koszutski                                        | sprint (m)               | 5e        | 1ste ronde serie 3: 2de herkansingen: 1ste herkansingen 2: 1ste kwartfinale: V van DEN Hansen |
| Józef Lange                                            | tijdrit (m)              | 6e        | 1.18,0                                                                                        |
| Ludwik Turowski Stanisław Podgórski                    | tandem (m)               | 5e        | serie 3: V van GER Bernhardt/Köther                                                           |
| Józef Lange Alfred Reul Jan Zybert Józef Oksiutycz     | ploegenachtervolging (m) | 5e        | serie 1: V van België kwartfinale: V van Nederland                                            |
| Weg                                                    |                          |           |                                                                                               |
| Stanisław Kłosowicz                                    | tijdrit (m)              | 57e       | 5:51.31                                                                                       |
| Eugeniusz Michalak                                     | tijdrit (m)              | 49e       | 5:37.02                                                                                       |
| Józef Popowski                                         | tijdrit (m)              | 61e       | 5:55.39                                                                                       |
| Józef Stefański                                        | tijdrit (m)              | 54e       | 5:47.15                                                                                       |
| Stanisław Kłosowicz Eugeniusz Michalak Józef Stefański | ploegentijdrit (m)       | 13e       | 17:16.35                                                                                      |

### Worstelen
| Olympiër        | Onderdeel      | Resultaat      | Prestatie |
| Grieks-Romeins  | Grieks-Romeins | Grieks-Romeins | Grieks-Romeins |
| --------------- | -------------- | -------------- | --- |
| Henryk Ganzera  | -58kg (m)      | 14e            | 1ste ronde: V van GER Leucht: val 2de ronde: V van YUG Sabo: val                                                                                   |
| Leon Mazurek    | -60kg (m)      | 14e            | 1ste ronde: V van GER Steinig: val 2de ronde: V van DEN Meyer: val                                                                                 |
| Ryszard Błażyca | -67,5kg (m)    | 7e             | 1ste ronde: V van TUR Yalaz: beslissing 2de ronde: W van ARG Barbieri: val 3de ronde: W van SWE Pettersson: val 4de ronde: V van GER Sperling: val |
| Jan Gałuszka    | -82,5kg (m)    | 8e             | 1ste ronde: vrij 2de ronde: V van DEN Hansen: val 3de ronde: V van GER Rieger: val                                                                 |

### Zeilen
| Olympiër                          | Onderdeel    | Resultaat | Prestatie              |
| --------------------------------- | ------------ | --------- | ---------------------- |
| Władysław Krzyżanowski Adam Wolff | 12 voets jol | 17e       | 33 punten: (8-8-DNS-7) |

### Zwemmen
| Olympiër            | Onderdeel           | Resultaat | Prestatie              |
| ------------------- | ------------------- | --------- | ---------------------- |
| Władysław Kuncewicz | 100m vrije slag (m) | 29e       | serie 7: 5de in 1.10,8 |
| R. Kratochwil       | 400m vrije slag (m) | DNS       | serie 3: niet gestart  |
| Krzysztof Trytko    | 100m rugslag (m)    | DNS       | serie 3: niet gestart  |
| Jerzy Jurkowski     | 200m rugslag (m)    | DNS       | serie 3: niet gestart  |
|                     |                     |           |                        |
| Halina Iżycka       | 100m vrije slag (v) | DNS       | serie 5: niet gestart  |
| Halina Iżycka       | 400m vrije slag (v) | DNS       | serie 4: niet gestart  |
| Fitzówna            | 200m schoolslag (v) | DNS       | serie 4: niet gestart  |
| Róża Kajzer         | 200m schoolslag (v) | 20e       | serie 1: 6de           |

Argentinië · Australië · België · Brits-Indië · Bulgarije · Canada · Chili · Cuba · Denemarken · Duitsland · Egypte · Estland · Filipijnen · Finland · Frankrijk · Griekenland · Groot-Brittannië · Haïti · Hongarije · Ierland · Italië · Japan · Joegoslavië · Letland · Litouwen · Luxemburg · Malta · Mexico · Monaco · Nederland · Nieuw-Zeeland · Noorwegen · Oostenrijk · Panama · Polen · Portugal · Roemenië · Spanje · Tsjecho-Slowakije · Turkije · Uruguay · Verenigde Staten · Zuid-Afrika · Zuid-Rhodesië · Zweden · Zwitserland